# Heredity (film 1912)

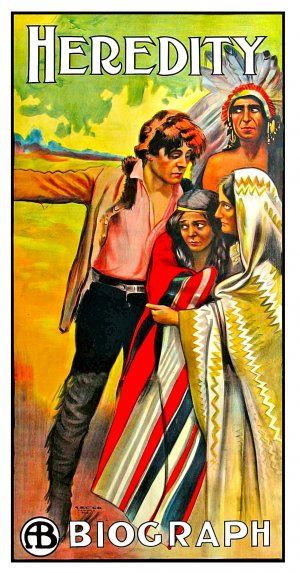

Heredity è un cortometraggio muto del 1912 diretto da D.W. Griffith.
Si tratta di uno dei circa 30 cortometraggi diretti da David W. Griffith che hanno per soggetto l'esperienza dei nativi americani degli Stati Uniti d'America.
Per Griffith un regime di segregazione, secondo il principio "separati ma uguali", era l'unico su cui si potesse fondare un "armonioso e rispettoso rapporto tra le diverse razze" in America. Ogni trasgressione dei confini razziali, specie nel caso di un matrimonio misto con figli, era a suo vedere una "colpa" destinata a risolversi in tragedia.
Secondo le convenzioni dell'epoca e come di regola nei film di Griffith, i ruoli protagonisti di nativi americani sono interpretati da attori bianchi in "redface", qui Harry Carey, Madge Kirby e Jack Pickford.

## Trama
Un rinnegato bianco, che commercia con le tribù, compra come sposa una giovane indiana. Da loro nasce un figlio, il quale eredita il carattere indiano delle madre crescendo tra i giovani della tribù. La differenza razziale tra padre e figlio si fa sentire sempre più forte e alla fine il padre, irritato dalla riluttanza del giovane a lasciare il suo popolo e ad accompagnarlo in un viaggio commerciale, obbliga il ragazzo a farlo con minacce e violenza, onde poi pentirsene poiché al cospetto degli altri bianchi la presenza della moglie e del figlio indiani diventa per lui motivo di vergogna. Nel frattempo, pistole rotte e whisky cattivo, venduti agli indiani dal commerciante, infiammano il loro desiderio di vendetta. Il grido di guerra degli antenati risuona nel sangue del giovane indiano. Alla fine padre, madre e figlio incontrano tutti una tragica fine, ciascuno secondo le proprie colpe.

## Produzione
Il film fu prodotto dalla Biograph Company. Venne girato a Coytesville, New Jersey.

## Distribuzione
Distribuito dalla General Film Company, il film - un cortometraggio di una bobina - fu presentato nelle sale cinematografiche USA il 4 novembre 1912. Ne venne fatta una riedizione che uscì sul mercato americano il 27 dicembre 1915.